# Гостиница (улица Батюка, Нежин)
Гостиница — памятник архитектуры местного значения в Нежине. Сейчас здесь размещается стоматологическая поликлиника.

## История
Изначально объект был внесён в «список памятников архитектуры вновь выявленных» под названием Гостиница.
Приказом Министерства культуры и туризма от 21.12.2012 № 1566 присвоен статус памятник архитектуры местного значения с охранным № 10001-Чр под названием Гостиница.

## Описание
В доме в 19 — начале 20 века была расположена гостиница «Ливадия». С 1943 года здесь был исполком Нежинского районного совета народных депутатов. С 1974 года — стоматологическая поликлиника.
В этом доме в 19 веке размещался самая дорогая и самая известная гостиница города, где своего времени гостевали Т. Г. Шевченко (в 1846 году), А. С. Афанасьев-Чужбинский, Н. В. Гербель.
Расположен на углу улиц Батюка и Думская. Каменный, 2-этажный, сложный в плане дом — состоит из двух прямоугольных объёмов, смещенных один по отношению к другому. Фасад восточного объёма расчленяют пилястры, тяга и венчает карниз, прямоугольные оконные проёмы обрамлены строгими наличниками. Западный объём с террасой второго этажа длиной 2/3 фасада.